# Ландстрём, Ээлес
Ээлес Энок Ландстрём (фин. Eeles Enok Landström; 3 января 1932, Вийала, Турку-Пори — 29 июня 2022, Хельсинки) — финский легкоатлет, призёр Олимпийских игр, чемпион Европы.
Ээлес Ландстрём родился в 1932 году в Вииала. В 1952 году принял участие в Олимпийских играх в Хельсинки, где стал 14-м в легкоатлетическом десятиборье. В 1954 году выиграл чемпионат Европы. В 1956 году принял участие в Олимпийских играх в Мельбурне, где стал 7-м в прыжках с шестом. В 1958 году вновь стал чемпионом Европы. В 1960 году завоевал бронзовую медаль в прыжках с шестом на Олимпийских играх в Риме.
В 1966—1971 году Ээлес Ландстрём был членом финского парламента, в 1967—1976 годах входил в состав Административного совета Финской радиовещательной корпорации. Является автором двух романов.
Скончался 29 июня 2022 года.